# Ги Моке (станция метро)
Ги Моке (фр. Guy Môquet) — станция линии 13 Парижского метрополитена, расположенная на границе XVII и XVIII округов Парижа.

## История
- Станция открылась 26 февраля 1911 года в составе пускового участка Сен-Лазар — Порт-де-Сент-Уэн, образовавшего тогдашнюю линию B компании Север-Юг. Станция переименовывалась дважды: до 1912 года она носила название «Карфур Маркаде», а в 1912—1946 годах — «Маркаде — Баланьи», по фамилии первого мэра XVIII округа Парижа Огюста Баланьи. 27 января 1946 года станция получила современное название (вместе с переименованием улицы Баланьи) в память о французском коммунисте Ги Моке, погибшем от рук нацистов.
- Пассажиропоток по станции по входу в 2011 году, по данным RATP, составил 4 524 101 человек[2]. В 2013 году он вырос до 4 660 620 пассажиров (97 место по уровню входного пассажиропотока в Парижском метро)[3]

## Конструкция и оформление
Станция построена по типовому парижскому проекту. На одной из станционных платформ установлена витрина, в которой 22 октября 2007 года открылась мемориальная выставка памяти Ги Моке, материалы к которой были отобраны его сыном, Проспером Моке.. В 2010 году, во время реновации станции, на станции был вывешен плакат, на котором был изображён фотопортрет Ги Моке и описана его краткая биография.

## Галерея

### Выставка памяти Ги Моке
- Мемориальная витрина (октябрь 2007)
- Биографический плакат (октябрь 2010)